# Bryopolia modesta
Bryopolia modesta là một loài bướm đêm trong họ Noctuidae.